# Pasażerski przewóz okazjonalny
Pasażerski przewóz okazjonalny – jednorazowy przewóz w zakresie pasażerskiego transportu kolejowego mający na celu zaspokojenie potrzeb przewozowych nieprzewidzianych w realizowanych na danej linii przewozach na podstawie umowy o świadczenie usług publicznych albo decyzji o przyznaniu otwartego dostępu albo decyzji o przyznaniu ograniczonego dostępu.